# 부건빌모자이크꼬리쥐
부건빌모자이크꼬리쥐(Melomys bougainville)는 쥐과에 속하는 설치류의 일종이다. 파푸아뉴기니에서만 발견된다.